# Quadrilátero de Saccheri

Quadriláteros de Saccheri

Um quadriláteros de Saccheri (também conhecido como um quadrilátero de Khayyam–Saccheri) é um quadrilátero com dois lados iguais perpendiculares à base. É nomeado em devido ao trabalho de Giovanni Gerolamo Saccheri, que os utilizou extensivamente em seu livro Euclides ab omni naevo vindicatus (literalmente Euclides Liberto de Cada Falha) primeiramente publicado em 1733, uma tentativa para provar o postulado das paralelas usando o método reductio ad absurdum. A primeira consideração conhecida sobre o quadrilátero de Saccheri foi feita por Omar Khayyam no final do século XI, o que pode, ocasionalmente, ser referido como o quadrilátero Khayyam-Saccheri quadrilateral.